# Утянеш
Утянеш (баш. Үтәнеш) — горный хребет на Южном Урале. Находится на территории Мелеузовского района Башкортостана.
Хребет Утянеш относится к хребтам Башкирского (Южного) Урала, расположенным в Мелеузовского района РБ.
Хребет растянулся вдоль меридиана между реками Нугуш и Белая. Состоит из северной и южной частей.
Длина хребта – 9,5 км, ширина - 9 км, высота - 602 м. Имеются семь вершин с высотами от 415 до 602 м.
Сложен из песчаников, алевролитов, глинистыми сланцами ашинской свиты венда.
Даёт начало рекам Угуя, Утямыш (притоки Нугуша) и Карамалы, Кызылъяр, Саргайлы (притоки Белой).
Ландшафты — широколиственные леса. Хребет находится на территории национального парка “Башкирия”.